# Contea di Fengshun
La contea di Fengshun (丰顺县S, Fēngshùn XiànP) è una contea della Cina, situata nella provincia del Guangdong e amministrata dalla prefettura di Meizhou.